# Mesapamea
Mesapamea is een geslacht van vlinders uit de familie van de uilen (Noctuidae) en de onderfamilie Hadeninae.

## Soorten
- M. acorina Pinker, 1971
- M. calcirena Püngeler, 1902
- M. concinnata Heinicke, 1959
- M. evidentis Heinicke, 1959
- M. maderensis Pinker, 1971
- M. moderata (Eversmann, 1843)
- M. monotona Heinicke, 1959
- M. pinkeri Bacallardo, 1973
- M. remmi Rezbanyai-Reser, 1985
- M. secalella Remm, 1983 – Weidehalmuiltje
- M. secalis (Linnaeus, 1758) – Halmrupsvlinder
- M. storai (Rebel, 1940)